# Dumbrava (gmina Livezile)
Dumbrava – wieś w Rumunii, w okręgu Bistrița-Năsăud, w gminie Livezile. W 2011 roku liczyła 373 mieszkańców.